# Bus House Cemetery
Bus House Cemetery is een Britse militaire begraafplaats met gesneuvelden uit de Eerste- en Tweede Wereldoorlog, gelegen in het Belgische dorp Voormezele, een deelgemeente van Ieper. De begraafplaats werd ontworpen door William Cowlishaw en ligt ruim een halve kilometer ten zuidoosten van het dorpscentrum van Voormezele, langs de weg naar Sint-Elooi. Het terrein heeft een oppervlakte van 1.558 m² en wordt omsloten door een bakstenen muur. Het Cross of Sacrifice staat centraal aan de noordoostelijke muur. De begraafplaats wordt onderhouden door de Commonwealth War Graves Commission. 
Er worden 208 doden uit de Eerste Wereldoorlog herdacht, waarvan 12 niet geïdentificeerde. Er liggen ook 79 slachtoffers uit de Tweede Wereldoorlog, waarvan 9 niet geïdentificeerde.  

## Geschiedenis
De begraafplaats is genoemd naar een hoeve die de Britten Bus House noemden. Deze naam verwees naar een typische Londense bus, die troepen naar het front bracht en met een defect aan deze hoeve stilviel.
De begraafplaats werd achter de hoeve aangelegd tijdens de Mijnenslag van juni 1917 en men bleef ze tot november 1917 gebruiken. Een graf daterend van januari 1915 (schutter Frank Williams) werd er tijdens de oorlog herbegraven en in april 1918 werden nog vier andere graven bijgezet.
De Britse slachtoffers uit de Tweede Wereldoorlog sneuvelden tijdens de gevechten bij het kanaal Ieper-Komen en werden vanuit verspreide graven in 1941 naar hier overgebracht. Er bevinden zich ook twee Franse graven uit de Tweede Wereldoorlog.
Er liggen nu 272 Britten, 10 Australiërs, 2 Canadezen, 1 Nieuw-Zeelander en 2 Fransen begraven.
De begraafplaats werd beschermd als monument in 2009.

## Graven

### Onderscheiden militairen
- Eric Douglas Doyle, luitenant bij de Royal Field Artillery ; Reginald Sebastian Page-Green, onderluitenant bij de Royal Fusiliers en Charles Parker Webb, onderluitenant bij het Queen's Own (Royal West Kent Regiment) werden onderscheiden met het Military Cross (MC).
- sergeant Wilfred Hammond en de soldaten A. Hill en Francis Edgar Gibbs ontvingen de Military Medal (MM).

### Minderjarige militair
- Stanley Miller, schutter bij de Royal Scots Fusiliers was 17 jaar toen hij op 10 mei 1940 sneuvelde.

### Aliassen
- korporaal Hiseman Tyler diende onder het alias A.W. Hiseman bij het Queen's Own (Royal West Kent Regiment).
- kanonnier Arthur West Treu diende onder het alias Arthur William Black bij de Australian Field Artillery.